# Hydractinia aculeata
Hydractinia aculeata är en nässeldjursart som först beskrevs av Wagner 1833.  Hydractinia aculeata ingår i släktet Hydractinia och familjen Hydractiniidae. Inga underarter finns listade i Catalogue of Life.